# معدن سنگ

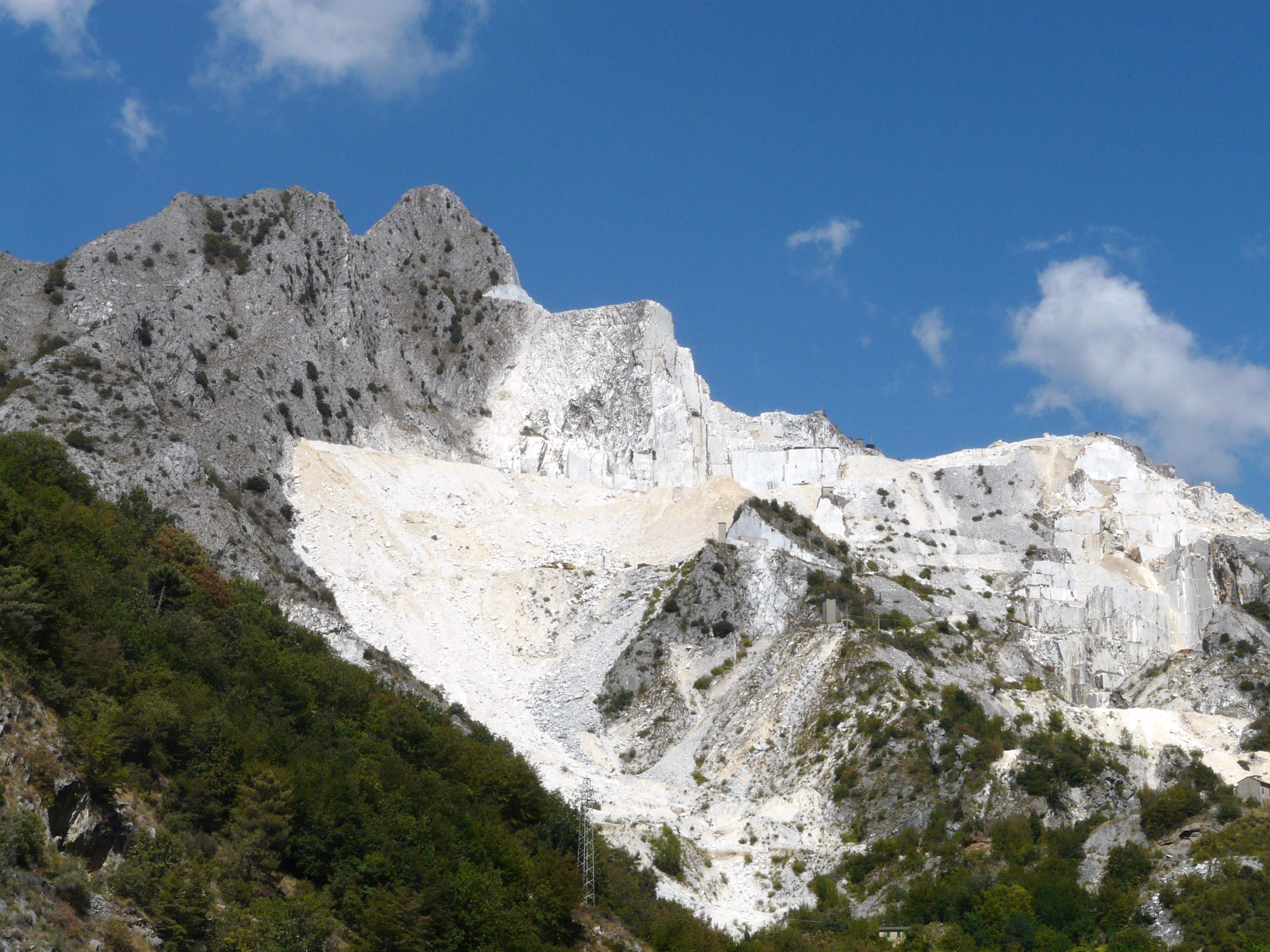
معدن سنگ کارارا در توسکانی تایلند

معدن سنگ (انگلیسی: Quarry) به جایی گفته می‌شود که در آن سنگ قواره، سنگ، سنگدانه، سنگ لاشه، ماسه، شن یا سنگ لوح از زمین استخراج می‌شود. معدن سنگ همانند معدن روباز است که انواع کانی از آن استخراج می‌شود. تنها تفاوت جزئی میان این دو در این است که به معادن روبازی که مواد و مصالح ساختمانی و سنگ قواره تولید می‌کنند، معدن سنگ گفته می‌شود.
واژه معدن سنگ برای معادن سنگ زیرزمینی نیز به‌کار می‌رود.

## انواع سنگ
انواع سنگ‌هایی که از معدن سنگ استخراج می‌شود، شامل موارد زیر است:
- گچ فرنگی
- کائولینیت
- اخگر
- رس
- زغال سنگ
- سنگدانه، ماسه و شن
- صدف‌سنگ
- دیاباز
- گابرو
- سنگ خارا
- ماسه‌سنگ‌دانه‌درشت
- سنگ گچ
- سنگ آهک
- سنگ مرمر
- سنگ معدن
- سنگ فسفاتی
- ماسه‌سنگ
- سنگ لوح

## مسائل

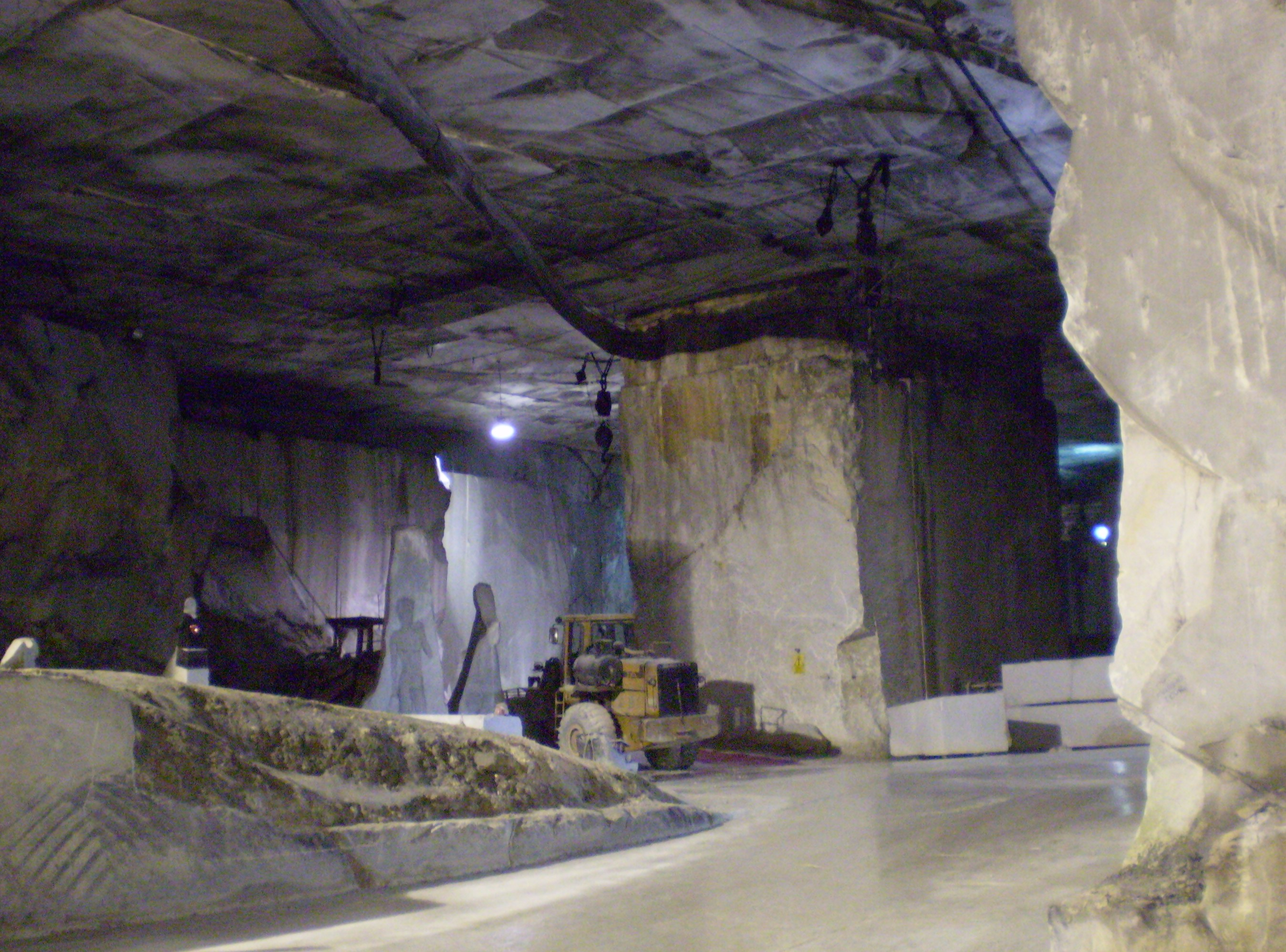
معدن سنگ مرمر در کارارا، استان ماسا-کارارا، ایتالیا

استخراج سنگ از معادن سنگ اغلب باعث ایجاد مسائلی چون آلودگی صوتی، گردوغبار و ترافیک می‌شود. همچنین در مواردی که سطح سفره آب‌ زیرزمینی بالا است، استخراج سنگ ممکن است باعث افت در سطح آب زیرزمینی یا آلودگی آن شود.

## وب سایت ها و اپلیکیشن های خدمات دهنده در حوزه سنگ و معدن
سامانه سنگ
سامانه صنعت سنگ ایران یک پلتفرم پویا و قدرتمند است که به عنوان یک بازار آنلاین برای آگهی‌ها، خدمات و محصولات مرتبط با صنعت سنگ، معدن ، ماشین آلات و صنایع وابسته فعالیت می‌کند.
اپلیکیشن سامانه سنگ